# Kemise
Cet article concerne la ville éthiopienne. Pour la commune hongroise, voir Kemse.
Kemise, ou Kemisē (parfois orthographié erronément Kemse) - en amharique ከሚሴ, et en oromo : Kamisee -  est une ville et un woreda du nord de l'Éthiopie. Elle est le centre administratif de la zone Oromia de la région Amhara.

## Situation
Kemise se trouve à environ 1 400 m d'altitude sur l'A2 (en), à environ 330 km au nord-nord-est d'Addis-Abeba et 70 km au sud de Kombolcha et de Dessie.
Le woreda Dawa Chefa qui s'étend autour de Kemise est essentiellement rural.
Les villes du nord de la zone Oromia telles que Kemise et Bati sont reliées par route au sud de la zone Debub Wollo où se trouve l'aéroport de Kombolcha.
Une gare de la future ligne Awash–Weldiya Railway (en) est également prévue à Kombolcha. 

## Histoire
Les woredas Dawa Chefa, Kemise et Dawa Harewa (en) sont issus de la séparation en 2007 de l'ancien woreda « Chefe Golana Dewerahmedo ».

## Population
D'après le recensement national de 2007 réalisé par l'Agence centrale de la statistique (Éthiopie), Kemise compte 19 420 habitants. La majorité des habitants (76,3 %) sont musulmans et 21,2 % sont orthodoxes.
En 2020, la population est estimée, par projection des taux de 2007, à 18 957 personnes.